# Женевьева (ураган, 2020)
Ураган «Женевьева» (англ. Hurricane Genevieve) – сильный тропический циклон, который достиг полуострова Калифорния в августе 2020 года.
Когда Женевьева проходила поблизости, порывы урагана обрушились на некоторые районы Нижней Калифорнии. Несколько дюймов дождевых осадков вызвали наводнение около Кабо-Сан-Лукас 20 августа. Всего в Мексике в результате Женевьевы погибло шесть человек. Общие экономические потери, связанные с Женевьевой, достигли 50 миллионов долларов США.

## Метеорологическая история

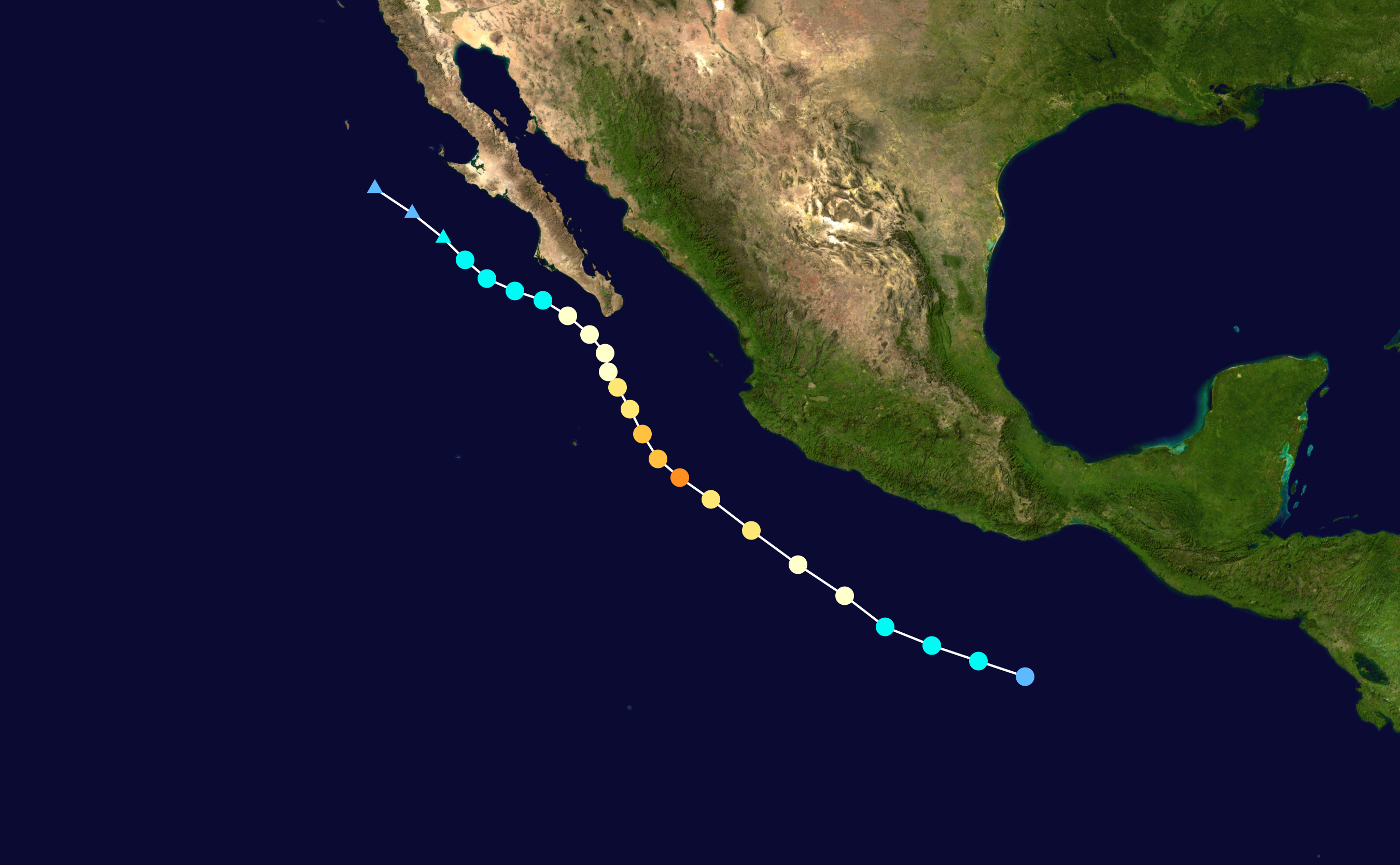
Карта пути и интенсивности Урагана Женевьева по шкале Саффира — Симпсона

10 августа по нарушениям на западе Центральной Америки стал наблюдать NHC. 13 августа это нарушение переросло в жёлоб низкого давления к юго-западу от Мексики. Нарушение постепенно организовывалось, и 16 августа система превратилась в тропическую депрессию, получив обозначение Двенадцать-E в 15:00 UTC. Депрессия стремительно усилилась и стала тропической бурей через 6:00 в 21:00 UTC, получив имя Женевьева. Женевьева продолжала быстро усиливаться в течение ночи и превратилась в ураган 17 августа, достигнув 1-минутных ветров со скоростью 120 км / ч . Женевьева продолжала быстро усиливаться, и на следующий день, в 09:00 UTC, Женевьева взрыво усилилась, превратившись в большой ураган 3 категории. Через 3:00 Женевьева усилилась, превратившись в ураган 4 категории и сформировала очень четко определённый глаз. Затем Женевьева постепенно начала ослабевать, опустившись к интенсивности 3  категории до 03:00 UTC 19 августа, возможно, из-за столкновения с холодным следом, который оставил ураган "Элида" . Женевьева продолжала постепенное ослабление тенденции в течение следующих нескольких часов, но позже в тот же день данные разведывательного рейса NHC указывали на то, что Женевьева быстро ослабевала, и шторм опустился до статуса 1 категории до 21:00. 20 августа Женевьева повернула на северо-запад и прошла очень близко к Кабо-Сан-Лукас, на южной окраине полуострова Нижняя Калифорния, а система ослабла ещё больше до тропического шторма в 18:00 по UTC. До 21:00 UTC 21 августа Женевьева превратилась в пост-тропический циклон, не имея глубокой конвекции в течение 12:00. Остатки урагана Женевьева продолжали двигаться ещё несколько дней, и останавливаясь у побережья Южной Калифорнии 23 августа. Ураган Женевьева рассеялся 00:00 UTC 25 августа.

## Подготовка и последствия

### Мексика
Поскольку ураган "Женевьева" стремительно усилился 17 августа, правительство Мексики выдало предупреждение о тропический шторм для южных районов Нижней Калифорнии. Эти рекомендации впоследствии были прекращены, поскольку шторм ослаб и отошёл от полуострова Нижняя Калифорния 21 августа. По оценкам, ураган на западном побережье Мексики грозит 8 миллионам человек. Соответственно, по всей стране было открыто примерно 1600 приютов: 571 в Халиско, 434 в Наярит, 237 в Колима, 179 в Мичоакан и 175 в Нижней Калифорнии Сур. Даже без того, чтобы чиновники заставили жителей этого делать, жители Нижней Калифорнии готовились к пагубным ветрам.
Грозы вызвали порывистый ветер и сильный дождь в Оахаке, с накоплением в среднем от 75 до 150 мм и порывами, достигавшие от 70 до 80 км / ч. В штате погибло четыре человека: двое от оползней в Уаутла-де-Хименес и два от рек. Глубина воды достигала 0,5 м в Пуэрто-Анхель. Каминос и-Аеропистас-де-Оахака задействовали 32 работника для устранения повреждений на дорогах. Локализованные наводнения в частях Акапулько, смыв машины и затопив некоторые дома. Большие волны повлияли на побережье Халиско.
Сильные дожди повлияли на значительную часть Нижней Калифорнии, когда Женевьева обрушилась на штат; накопления дождя достигли 280 мм в Кабо-Сан-Лукас. В горной местности к югу от Кабо-Сан-Лукас порывы ветра достигали 140 миль/час. Электрическая и дорожная инфраструктура была повреждена по всей стране, а некоторые районы были без электричества более 24 часов. Спасатель утонул при попытке спасти подростка, который также погиб, игнорируя предупредительные флаги, вызванные сильным прибоем, из-за урагана, на курорте в Кабо-Сан-Лукас. 23 августа Национальный координационный комитет защиты граждан объявил чрезвычайное положение для муниципалитетов Ла-Пас и Лос-Кабос. Это позволило распределить государственную помощь и запасы пострадавшим жителям. Тяжелая техника использовалась для очистки дорог от мусора и грязи, оставленного наводнениями.

### США
22 августа влага от остатков урагана Женевьева принесла обильные осадки в части Южной Калифорнии и Аризоны. 22-23 августа остатки Женевьевы вызвали волны выше 2 метров (6,6 футов) на западном побережье полуострова Нижняя Калифорния и Южной Калифорнии.